# Коэффициент Лернера
Коэффициент Лернера, или индекс Лернера, в теории отраслевых рынков — показатель рыночной власти фирмы, равный относительному превышению цены над предельными издержками. Коэффициент был предложен экономистом А. Лернером в 1934 году. Коэффициент может использоваться для оценки рыночной власти в условиях несовершенной конкуренции. Например, монополии. 

## Определение
Показателем рыночной власти является доля в цене той величины, на которую цена реализации превышает предельные издержки. Эта величина называется наценкой (англ. mark-up). 
{\displaystyle I_{L}={\frac {P-MC}{P}}}
где {\displaystyle P} — цена товара; {\displaystyle MC} — предельные издержки.
Коэффициент принимает значения от нуля до единицы. Чем он больше, тем больше рыночная власть фирмы. В условиях совершенной конкуренции цена равна предельным издержкам и коэффициент становится равен нулю. 

### Связь с эластичностью
Также коэффициент можно вычислить через эластичность спроса, как обратно пропорциональную величину:
{\displaystyle I_{L}={\frac {1}{E_{D}}}}
где {\displaystyle E_{D}} — эластичность спроса на продукцию фирмы по цене.
В условиях совершенной конкуренции спрос на продукцию фирмы является абсолютно эластичным. Показатель эластичности стремится к бесконечности, поэтому величина, обратная эластичности, стремится в нулю. Это означает, что цена равна предельным издержкам. Результат имеет очевидный интуитивный смысл. При совершенной конкуренции фирмы продают однородный товар, владеют лишь небольшой долей рынка, а у потребителей есть вся информация о ценах. Попытка установить цену выше предельных издережек моментально приведет к оттоку покупателей к другим продавцам. В результате спрос окажется абсолютно эластичным.

### Формальный вывод
Рассмотрим задачу максимизации прибыли, которую решает фирма:
{\displaystyle MC(Q)=MR(Q)}
Преобразуем функцию предельного валового дохода:
{\displaystyle MR(Q)=TR'(Q)=[P(Q)\times {Q}]'=P'(Q)\times {Q}+P(Q)=P(Q){\Biggr (}1+{{dP(Q) \over {dQ}}\times {{Q} \over {P}}}+1{\Biggr )}=P(Q){\Biggr (}1+{1 \over {{dQ} \over {dP}}\times {P \over {Q}}}{\Biggr )}=P(Q){\Biggr (}1+{1 \over {E_{D}}}{\Biggr )}}
Однако {\displaystyle E_{D}<0} по определению, поэтому необходимо изменить знак, стоящий перед дробью на обратный. Таким образом, мы получаем
{\displaystyle MC=P{\Biggr (}1-{1 \over {E_{D}}}{\Biggr )}}
{\displaystyle {MC \over {P}}=1-{1 \over {E_{D}}}}
{\displaystyle {MC-P \over {P}}=-{1 \over {E_{D}}}}
Отсюда получаем искомое:
{\displaystyle I_{L}={P-MC \over {P}}={1 \over E_{D}}} — Q. E. D.

## Рыночная власть и прибыль

### Правило установления наценки
Предположим, что эластичность спроса по цене постоянна. Предположение справедливо для степенной функции. Тогда цена будет равна предельным издержкам, умноженным на некоторый коэффициент:
{\displaystyle P={\Bigg (}{\frac {E_{D}}{E_{D}-1}}{\Bigg )}MC=M\times {MC},E_{D}>1}
где {\displaystyle M} – относительный размер наценки.

### Прибыль
Сама по себе рыночная власть не гарантирует высокую прибыль, поскольку прибыль зависит от отношения средних издержек и цены. Фирма может обладать большей рыночной властью, чем другая фирма, но получать при этом меньшую прибыль.
В качестве примера сравним средний универсам и круглосуточный магазин, работающие в одном районе. В универсамах наценка обычно составляет 15-20 %, а в круглосуточных магазинах 25-30 %. Это объясняется тем, что универсамы работают в более конкурентной среде — во время их работы одновременно работают и другие торговые точки для обеспечения значительного количества покупателей необходимо предложить привлекательные цены. Круглосуточные магазины назначают более высокую цену, чем универсамы потому, что часть их покупателей приходится на время, когда нет большого выбора торговых точек или ради незначительной покупки нет смысла искать другие варианты. Количество посетителей таких магазинов в целом меньше зависит от цен, чем у супермаркетов (менее эластичный спрос). Согласно коэффициенту Лернера, у маленьких магазинов получается больше монопольной власти, так как они устанавливают более высокую наценку на тот же товар. Но при этом такие магазины обычно получают значительно меньшую сумму прибыли, чем универсам, так как у них значительно меньше сумма реализации, а средние удельные издержки выше.